# ليما (مقاطعة روك)
ليما، مقاطعة روك (بالإنجليزية: Lima, Rock County, Wisconsin)‏ هي بلدة تقع بولاية ويسكونسن في الولايات المتحدة. تبلغ مساحتها 94.3 (كم²)، وترتفع عن سطح البحر 269 م، بلغ عدد سكانها 1312 نسمة في عام 2000 حسب إحصاء مكتب تعداد الولايات المتحدة وتصل الكثافة السكانية فيها 13.9 نسمة/كم2.

## وصلات خارجية
- The US50 - Cities and Towns in Wisconsin State
- Wisconsin Cities and Towns, Facts, Map, Flag, Colleges, Government, and More